# گوداس (تاجیکستان)
گوداس (به تاجیکی: Гудос) یک منطقهٔ مسکونی در تاجیکستان است که در ولایت سغد واقع شده‌است.